# Bayer
Бајер АГ је немачка хемијска и фармацеутска компанија основана у Бармену, 1863. године. Данашње седиште фирме је у Леверкузену. Најпознатија је по свом производу и марки аспирину.